# Symbaloo
Symbaloo (http://www.symbaloo.com) és una aplicació en línia que permet organitzar i classificar enllaços web en forma de botons. Symbaloo funciona des d'un navegador web i es pot configurar com a pàgina d'inici, permetent-nos crear un escriptori virtual personalitzat i accessible des de qualsevol dispositiu amb connexió a Internet. L'usuari de Symbaloo, que ha d'estar prèviament registrat, disposa d'una pàgina amb una quadrícula on a cada quadre s'hi pot fàcilment inserir un botó que enllaci a la pàgina desitjada. L'aplicació permet assignar diferents colors als botons per facilitar-ne la classificació de manera visual.
Symbaloo permet a un mateix usuari crear diferent pàgines o pantalles amb botons. Aquestes pantalles, anomenades webmix, són útils per separar els enllaços per temàtiques i es poden compartir amb altres usuaris, fent-les públiques o enviant l'enllaç per correu electrònic.

## Funcionament
Els aspectes bàsics del funcionament de Symbaloo són:
- Per utilitzar Symbaloo cal crear un compte d'usuari des del lloc web de l'aplicació (http://www.symbaloo.com).
- Disposem, per defecte, de 3 pantalles o webmix: Escriptori, Notes i Feeds.
- Podem afegir nous webmix clicant l'opció "Afegir un webmix" situada a la part superior de la pàgina. Els webmix estan pensats per la classificació temàtica de grups d'enllaços.
- Per afegir un botó d'enllaç, anomenat "bloc", en qualsevol dels webmix s'ha de clicar en un dels quadres.
- Quan creem el quadre hem d'afegir l'URL de la web on volem que enllaci. Podem escollir un color i una icona per al bloc, i decidir si volem que mostri el text amb el títol de la pàgina o recurs al que enllaça.
- Clicant amb el botó dret sobre un bloc ja creat el podrem editar, copiar o esborrar. Els blocs també es poden arrossegar fàcilment per situar-los en altres requadres del webmix. Aquesta opció és molt útil per agrupar els blocs per temàtiques.

A més de les opcions de creació i edició de blocs, Symbaloo permet altres funcions, com ara:
- Canviar el nom i l'aparença (mida, color de fons, icona...) dels webmix.
- Afegir un marcador per agrupar diversos blocs dins un únic bloc, que fa de carpeta o contenidor.

## Aplicacions didàctiques
Symbaloo es pot aplicar a l'educació, per exemple:
- Recopilant recursos i organitzant-los temàticament per oferir als alumnes a classe.
- Realitzant i proposant treballs de cerca i classificació de recursos i materials de classe.
- Elaborantuna pàgina d'inici d'Internet amb les pàgines web utilitzades en el treball diari, tant per a ús personal del docent com per als ordinadors de l'aula.

La creació d'un escriptori virtual personalitzable on centralitzar l'accés a informació i recursos molt diversos permet utilitzar Symbaloo com a base d'un Entorn Personal d'Aprenentatge (PLE).
Symbaloo disposa d'una versió pensada per a estudiants i educadors, anomenada SymbalooEDU (http://www.symbalooedu.com). El funcionament és similar a la versió estàndards però inclou pàgines addicionals sobre diferents matèries: matemàtiques, geografia, història, etc.